# 山内いものこ
山内いものこ（さんないいものこ）とは、秋田県横手市山内地域の特産品。1960年頃まで土渕いものこと呼ばれていた。
「いものこ（芋の子）」とは、親芋のまわりについている小さな芋を指す言葉であり、秋田県では里芋を呼称する際の俗称として使用される場合が多い。

## 歴史
山内地域の里芋栽培は、享保（1716年 - 1736年）年間、横手城代・戸村義見の奨励によって始まったと伝えられている。

## 特徴
山内地域特有の土壌・気候の下で生成される粘りと柔らかさが特徴。
1987年9月20日から開催された「いものこまつりイン鶴ヶ池」は、当時の山内村・同農業協同組合・同商工会、その他の団体が結集して実行委員会を組織。「山内いものこ」の宣伝広告・消費拡大、地域おこしを目的に実施される。その中の「いものこ汁即売」にて山内いものこが素材として使用され、毎回約6,000食を完売する。